# Citadelles de Québec
Die Citadelles de Québec (englisch Québec Citadelles) waren ein kanadisches Eishockeyfranchise der American Hockey League aus Québec (Stadt), Québec. Die Spielstätte der Citadelles war das Colisée Pepsi.

## Geschichte
Die Fredericton Canadiens wurden 1999 nach Québec (Stadt), Québec, umgesiedelt, wo sie als Farmteam der Montréal Canadiens unter dem Namen Quebec Citadelles in der American Hockey League spielten. Gleich in ihrer ersten Spielzeit wurden die Citadelles in der Saison 1999/2000 Erster in der Atlantic Division, schieden jedoch bereits in der ersten Playoffrunde mit 0:3-Siegen gegen die Providence Bruins aus. In der folgenden Spielzeit erreichte Quebec die zweite Playoffrunde, in der es mit 1:4-Siegen an den Saint John Flames scheiterte. Dies war das beste Saisonergebnis für die Mannschaft in ihrem dreijährigen Bestehen. Auch in ihrer dritten und letzten AHL-Saison erreichten die Citadelles 2001/02 die Playoffs, schieden aber in der ersten Runde mit einem Sweep in der Best-of-Five-Serie gegen die Hamilton Bulldogs aus. Nach dieser Saison wurden die Quebec Citadelles nach Hamilton, Ontario, umgesiedelt, wo sie als Hamilton Bulldogs, als gemeinsames Farmteam der Edmonton Oilers und der Montréal Canadiens, antraten, nachdem Edmonton die Hamilton Bulldogs umsiedeln wollte, dies jedoch durch Faninitiativen verhindert wurde. Seit dem Jahr 2003 ist Hamilton alleiniges Farmteam der Montréal Canadiens.

## Saisonstatistik
Abkürzungen: GP = Spiele, W = Siege, L = Niederlagen, T = Unentschieden, OTL = Niederlagen nach Overtime SOL = Niederlagen nach Shootout, Pts = Punkte, GF = Erzielte Tore, GA = Gegentore, PIM = Strafminuten
| Saison  | GP | W  | L  | T  | OTL | SOL | Pts | GF  | GA  | Platz        | Playoffs                                                                                       |
| 1999/00 | 80 | 37 | 34 | 5  | 4   | —   | 83  | 227 | 238 | 1., Atlantic | 1. Runde: Niederlage, 0:3 gg. Providence Bruins                                                |
| 2000/01 | 80 | 41 | 32 | 3  | 4   | —   | 89  | 264 | 252 | 2., Canadian | 1. Runde: Sieg, 3:1 gg. St. John’s Maple Leafs 2. Runde: Niederlage, 1:4 gg. Saint John Flames |
| 2001/02 | 80 | 35 | 27 | 15 | 3   | —   | 88  | 257 | 254 | 1., Canadian | 1. Runde: Niederlage, 0:3 gg. Hamilton Bulldogs                                                |

## Team-Rekorde

### Karriererekorde
Spiele: 218  Pierre Sévigny
Tore: 66  Pierre Sévigny
Assists: 97  Pierre Sévigny
Punkte: 163  Pierre Sévigny
Strafminuten: 380  Jonathan Delisle